# Jakov Sannikov
Jakov Sannikov (Ust'-Jansk, 1780 – 1812) è stato un mercante ed esploratore russo dell'Artico.
Esplorò, tra il 1800 e il 1812, le isole della Nuova Siberia. Nel 1800, Sannikov scoprì l'isola Stolbovoj, e nel 1805 esplorò Faddeevskij (che di fatto fa parte dell'isola Kotel'nyj), e ne tracciò una mappa. Tra il 1808 e il 1810, prese parte alla spedizione intrapresa da Matvej Matveevič Gedenštrom. Nel 1810, Sannikov attraversò l'isola Nuova Siberia e un anno dopo esplorò nuovamente Faddeevskij e scoprì la Terra di Bunge.
Sannikov riteneva che, oltre l'isola Kotel'nyj, ci fosse una vasta terra inesplorata.  Quest'isola o arcipelago ipotizzato fu riconosciuto come Terra di Sannikov, e infine si rivelò inesistente.

## Luoghi dedicati
- Lo stretto di Sannikov (пролив Санникова), tra le isole Malyj Ljachovskij e Kotel'nyj.
- Monte Sannikov-Taga (г. Санников-Тага), nella parte occidentale dell'isola Bol'šoj Ljachovskij 73°23′00″N 140°05′00″E.
- Fiume Sannikov (река Санникова), nella parte settentrionale dell'isola Kotel'nyj 76°08′00″N 139°04′00″E.